# On a Night Like This (tournée)
Tournées par Kylie Minogue
Intimate and Live
(1998) KylieFever2002
(2002)
On a Night Like This est la sixième tournée de la chanteuse australienne Kylie Minogue, effectuée entre 2001, faisant la promotion de son  septième album Light Years. Le concert a débuté le 3 mars 2001 à Glasgow, en Écosse et s'est terminée le 15 mai 2001 à Sydney, en Australie. Cette tournée est passée par l'Europe et l'Australie.
Le concert est divisé en sept tableaux. Les chansons interprétés sont principalement axés sur l'album Light Years mais Minogue interprète également d'autres de ces grands tubes comme I Should Be So Lucky, Confide in Me et Shocked.

## Liste des pistes
Acte I:
- Loveboat
- Koocachoo
- Hand on Your Heart
- Put Yourself in My Place

Acte II:
- On a Night Like This
- Step Back in Time / Never Too Late / Wouldn't Change a Thing / Turn It into Love / Celebration
- Can't Get You Out of My Head
- Your Disco Needs You

Acte III:
- I Should Be So Lucky
- Better the Devil You Know
- So Now Goodbye

Acte IV:
- Physical

Acte V:
- Butterfly
- Confide in Me
- Kids
- Shocked

Acte VI:
- Light Years
- What Do I Have to Do

Encore
- Spinning Around

## Dates de la tournée
| Date                | Ville       | Pays           | Lieu                                  |
| ------------------- | ----------- | -------------- | ------------------------------------- |
| Étape 1 - Europe    |             |                |                                       |
| 3 mars 2001         | Glasgow     | Écosse         | Clyde Auditorium                      |
| 4 mars 2001         | Glasgow     | Écosse         | Clyde Auditorium                      |
| 5 mars 2001         | Glasgow     | Écosse         | Clyde Auditorium                      |
| 7 mars 2001         | Manchester  | Angleterre     | Manchester Apollo                     |
| 8 mars 2001         | Manchester  | Angleterre     | Manchester Apollo                     |
| 9 mars 2001         | Manchester  | Angleterre     | Manchester Apollo                     |
| 10 mars 2001        | Manchester  | Angleterre     | Manchester Apollo                     |
| 12 mars 2001        | Brighton    | Angleterre     | Brighton Centre (en)                  |
| 13 mars 2001        | Brighton    | Angleterre     | Brighton Centre (en)                  |
| 14 mars 2001        | Cardiff     | Pays de Galles | Cardiff International Arena (en)      |
| 15 mars 2001        | Bournemouth | Angleterre     | Bournemouth International Centre (en) |
| 17 mars 2001        | Londres     | Angleterre     | Hammersmith Apollo                    |
| 18 mars 2001        | Londres     | Angleterre     | Hammersmith Apollo                    |
| 19 mars 2001        | Londres     | Angleterre     | Hammersmith Apollo                    |
| 20 mars 2001        | Londres     | Angleterre     | Hammersmith Apollo                    |
| 23 mars 2001        | Copenhague  | Danemark       | Vega Musikkens Hus (en)               |
| 25 mars 2001        | Berlin      | Allemagne      | Columbiahalle (de)                    |
| 26 mars 2001        | Hambourg    | Allemagne      | Große Freiheit 36 (en)                |
| 27 mars 2001        | Cologne     | Allemagne      | E-Werk                                |
| 28 mars 2001        | Paris       | France         | Bataclan                              |
| 30 mars 2001        | Londres     | Angleterre     | Hammersmith Apollo                    |
| 31 mars 2001        | Londres     | Angleterre     | Hammersmith Apollo                    |
| 1er avril 2001      | Londres     | Angleterre     | Hammersmith Apollo                    |
| Étape 2 - Australie |             |                |                                       |
| 14 avril 2001       | Brisbane    | Australie      | Brisbane Entertainment Centre         |
| 16 avril 2001       | Sydney      | Australie      | Sydney Entertainment Centre           |
| 17 avril 2001       | Sydney      | Australie      | Sydney Entertainment Centre           |
| 18 avril 2001       | Sydney      | Australie      | Sydney Entertainment Centre           |
| 19 avril 2001       | Sydney      | Australie      | Sydney Entertainment Centre           |
| 21 avril 2001       | Hobart      | Australie      | Derwent Entertainment Centre (en)     |
| 23 avril 2001       | Melbourne   | Australie      | Rod Laver Arena                       |
| 24 avril 2001       | Melbourne   | Australie      | Rod Laver Arena                       |
| 25 avril 2001       | Adélaïde    | Australie      | Adelaide Entertainment Centre (en)    |
| 26 avril 2001       | Adélaïde    | Australie      | Adelaide Entertainment Centre (en)    |
| 28 avril 2001       | Perth       | Australie      | Perth Entertainment Centre (en)       |
| 30 avril 2001       | Perth       | Australie      | Perth Entertainment Centre (en)       |
| 3 mai 2001          | Melbourne   | Australie      | Rod Laver Arena                       |
| 5 mai 2001          | Melbourne   | Australie      | Rod Laver Arena                       |
| 6 mai 2001          | Melbourne   | Australie      | Rod Laver Arena                       |
| 7 mai 2001          | Melbourne   | Australie      | Rod Laver Arena                       |
| 9 mai 2001          | Sydney      | Australie      | Sydney Entertainment Centre           |
| 10 mai 2001         | Sydney      | Australie      | Sydney Entertainment Centre           |
| 11 mai 2001         | Sydney      | Australie      | Sydney Entertainment Centre           |
| 12 mai 2001         | Sydney      | Australie      | Sydney Entertainment Centre           |
| 13 mai 2001         | Sydney      | Australie      | Sydney Entertainment Centre           |
| 14 mai 2001         | Sydney      | Australie      | Sydney Entertainment Centre           |
| 15 mai 2001         | Sydney      | Australie      | Sydney Entertainment Centre           |

### Dates annulées
| Date             | Ville  | Pays    | Lieu      | Raison                                      |
| ---------------- | ------ | ------- | --------- | ------------------------------------------- |
| Étape 1 - Europe |        |         |           |                                             |
| 1er mars 2001    | Dublin | Irlande | RDS Arena | Restrictions de contrôle du trafic aérienne |